# ناحیه نقاوس
ناحیه نقاوس (به عربی: دائرة نقاوس) یک ناحیه در الجزایر است که در استان باتنه واقع شده‌است.